# Port lotniczy Assumption Island
Port lotniczy Assumption Island (ICAO: FSAS) – port lotniczy położony na wyspie Assumption (Seszele).